# Wilthen
Wilthen (górnołuż. Wjelećin) – miasto we wschodnich Niemczech, w kraju związkowym Saksonia, w okręgu administracyjnym Drezno, w powiecie Budziszyn. W 2009 r. miasto zamieszkiwane było przez 5 684 osoby.
W języku polskim miasto notowane w przeszłości pod nazwą Wielecin.

## Geografia
Wilthen leży ok. 9 km na południe od Budziszyna i ok. 45 km na wschód od Drezna.
Miasto składa się z trzech dzielnic: Irgersdorf (Wostašecy), Sora (Zdźar) i Tautewalde (Tućicy).

## Historia
Pierwsze wzmianki o mieście pochodzą z roku 1222. Wilthen powstało na miejscu dawnej serbołużyckiej wsi. W 1585 miejscowość została nawiedzona przez zarazę, w wyniku której zmarła znaczna część mieszkańców. W 1612 roku okolicę nawiedziła klęska głodu, która również wywarła negatywny wpływ na rozwój Wilthen. W 1669 roku Wilthen otrzymało prawa miejskie i przywilej targowy, chociaż formalnie nadal pozostawało wsią. Dopiero 300 lat później, w 1969 roku charakter miejski Wilthen został oficjalnie potwierdzony (ponowne nadanie praw miejskich). W 1972 roku miasto zostało uznane za miejscowość wypoczynkową.
Obecnie Wilthen słynie przede wszystkim z największej w regionie produkcji spirytusu.

## Atrakcje turystyczne
Wilthen jest lokalnym ośrodkiem turystycznym przede wszystkim ze względu na możliwość uprawiania turystyki pieszej w malowniczych okolicach Górnych Łużyc.
- Izba regionalna (Heimatstube) ze zbiorem charakterystycznych dla regionu eksponatów kultury materialnej
- zabytkowa gorzelnia - udostępniona do zwiedzania
- zabytkowy budynek o konstrukcji przysłupowej (zakład kołodzieja)
- przyrodnicze ścieżki edukacyjne

Lokalną atrakcję stanowi również wytwarzany w Wilthen winiak Wilthener Goldkrone

## Współpraca

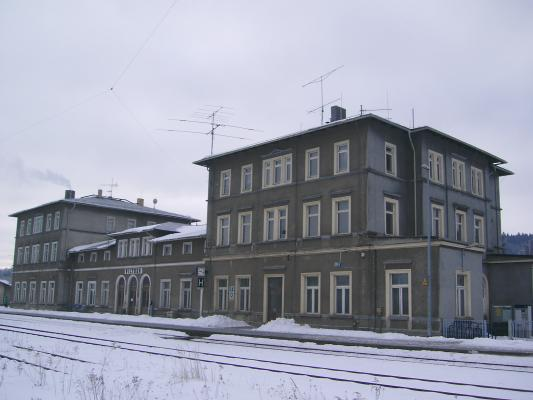
Dworzec kolejowy w Wilthen

Miejscowości partnerskie:
| Miasta partnerskie | Miasta partnerskie | Miasta partnerskie | Miasta partnerskie   | Miasta partnerskie | Miasta partnerskie          |
| Lp.                | Miasto             | Powiat             | Województwo          | Kraj               | Data rozpoczęcia współpracy |
| ------------------ | ------------------ | ------------------ | -------------------- | ------------------ | --------------------------- |
| 1.                 | Lwówek Śląski      | lwówecki           | dolnośląskie         | Polska             | 22 września 2009            |
| 2.                 | Eppelheim          | Rhein-Neckar       | Badenia-Wirtembergia | Niemcy             | b.d.                        |